# GPR19
GPR19 (англ. G protein-coupled receptor 19) – білок, який кодується однойменним геном, розташованим у людей на короткому плечі 12-ї хромосоми. Довжина поліпептидного ланцюга білка становить 415 амінокислот, а молекулярна маса — 47 687.
| 10         |  | 20         |  | 30         |  | 40         |  | 50         |
| ---------- |  | ---------- |  | ---------- |  | ---------- |  | ---------- |
| MVFAHRMDNS |  | KPHLIIPTLL |  | VPLQNRSCTE |  | TATPLPSQYL |  | MELSEEHSWM |
| SNQTDLHYVL |  | KPGEVATASI |  | FFGILWLFSI |  | FGNSLVCLVI |  | HRSRRTQSTT |
| NYFVVSMACA |  | DLLISVASTP |  | FVLLQFTTGR |  | WTLGSATCKV |  | VRYFQYLTPG |
| VQIYVLLSIC |  | IDRFYTIVYP |  | LSFKVSREKA |  | KKMIAASWVF |  | DAGFVTPVLF |
| FYGSNWDSHC |  | NYFLPSSWEG |  | TAYTVIHFLV |  | GFVIPSVLII |  | LFYQKVIKYI |
| WRIGTDGRTV |  | RRTMNIVPRT |  | KVKTIKMFLI |  | LNLLFLLSWL |  | PFHVAQLWHP |
| HEQDYKKSSL |  | VFTAITWISF |  | SSSASKPTLY |  | SIYNANFRRG |  | MKETFCMSSM |
| KCYRSNAYTI |  | TTSSRMAKKN |  | YVGISEIPSM |  | AKTITKDSIY |  | DSFDREAKEK |
| KLAWPINSNP |  | PNTFV      |  |            |  |            |  |            |

A: Аланін

C: Цистеїн

D: Аспарагінова кислота

E: Глутамінова кислота

F: Фенілаланін

G: Гліцин

H: Гістидин

I: Ізолейцин

K: Лізин

L: Лейцин

M: Метіонін

N: Аспарагін

P: Пролін

Q: Глутамін

R: Аргінін

S: Серин

T: Треонін

V: Валін

W: Триптофан

Кодований геном білок за функціями належить до рецепторів, g-білокспряжених рецепторів, білків внутрішньоклітинного сигналінгу. 
Локалізований у клітинній мембрані, мембрані.